# Xã Jackson, Quận Linn, Missouri
Xã Jackson (tiếng Anh: Jackson Township) là một xã thuộc quận Linn, tiểu bang Missouri, Hoa Kỳ. Năm 2010, dân số của xã này là 173 người.